# Gynanisa meridiei
Gynanisa meridiei is een vlinder uit de familie nachtpauwogen (Saturniidae). De wetenschappelijke naam van de soort is voor het eerst geldig gepubliceerd in 2008 door Philippe Darge.

## Type
- holotype: "male. 21.XI.2001. leg. K. Werner. genitalia slide Darge SAT no. 752/2008"
- instituut: Collectie Philippe Darge, Clénay, Frankrijk
- typelocatie: "South Africa, Stofberg"